# Willi Wülbeck
Wilhelm „Willi” Wülbeck  (ur. 18 grudnia 1954 w Oberhausen) – niemiecki lekkoatleta specjalizujący się w biegach średniodystansowych, uczestnik letnich igrzysk olimpijskich w Montrealu (1976), mistrz świata z Helsinek (1983) w biegu na 800 metrów.

## Sukcesy sportowe
- dziesięciokrotny z rzędu mistrz Republiki Federalnej Niemiec w biegu na 800 m w latach 1974–1983[1]

| Rok  | Miasto   | Zawody                      | Konkurencja   | Wynik         |
| ---- | -------- | --------------------------- | ------------- | ------------- |
| 1973 | Duisburg | mistrzostwa Europy juniorów | bieg na 800 m | srebrny medal |
| 1974 | Rzym     | mistrzostwa Europy          | bieg na 800 m | 8. miejsce    |
| 1976 | Montreal | letnie igrzyska olimpijskie | bieg na 800 m | 4. miejsce    |
| 1982 | Ateny    | mistrzostwa Europy          | bieg na 800 m | 8. miejsce    |
| 1983 | Helsinki | mistrzostwa świata          | bieg na 800 m | złoty medal   |

## Rekordy życiowe
- bieg na 800 m – 1:43,65 – Helsinki 09/08/1983 (rekord Niemiec)
- bieg na 1000 m – 2:14,53 – Oslo 01/07/1980
- bieg na 1000 m (hala) – 2:21,23 – Stuttgart 03/02/1984 (rekord Niemiec)
- bieg na 1500 m – 3:33,74 – Koblencja 27/08/1980
- bieg na 1 milę  3:56,38 – Sztokholm 03/07/1979
- bieg na 2000 m – 5:04,86 – Arnsberg 07/07/1981